# Mahfoudh Romdhani
Mahfoudh Romdhani (Sidi Amor (Tunesië), 15 november 1946 - Céret, 14 juni 2019) was een Belgisch lid van het Brussels Hoofdstedelijk Parlement.

## Levensloop
Romdhani, afkomstig uit Tunesië, vestigde zich in 1969 in België. Hij behaalde het diploma van industrieel ingenieur. Hij opende een consultatie- en opleidingsbureau voor bedrijven.
In de jaren 1970-1980 leidde hij de Benelux-afdeling van de Parti Communiste Tunisien. Nadat Romdhani de Belgische nationaliteit had verworven, werd hij in 1986 lid van de PS en was voor de partij van 1994 tot 2012 gemeenteraadslid van Brussel en van 1995 tot 2009 lid van het Brussels Hoofdstedelijk Parlement. Hij zetelde ook in diverse raden van bestuur en was stichter van een vereniging voor vrijzinnigen met een moslimachtergrond.
De laatste jaren van zijn leven woonde Romdhani in het zuiden van Frankrijk.